# Cucuron
Cucuron là một xã trong tỉnh Vaucluse thuộc vùng Provence-Alpes-Côte d'Azur ở đông nam nước Pháp. Xã này nằm ở khu vực có độ cao trung bình 375 mét trên mực nước biển.
Cucuron nằm ở phía nam của dãy Luberon.